# Grete Tartler
Grete Tartler (n. 23 noiembrie 1948, București) este o scriitoare, traducătoare, orientalistă (arabistă), diplomată română cu descendență germană.

### Studii
Grete Tartler este absolventă a Universității din București, Facultatea de Limbi și Literaturi Străine, secția arabă-engleză, și a Conservatorului „Ciprian Porumbescu”. Este doctor în filosofie al Universității București, 1995, cu lucrarea "Utopia însingurării în Evul Mediu islamic" ( "Înțeleptul singuratic",  Humanitas 2006)

### Cariera
- Debutează cu versuri în Amfiteatrul (1968) și colaborează la rev. Luceafărul; România Literară, Steaua, Romano-Arabica[4]

- Din 1976 și până în 1991 a fost profesoară, ulterior redactor la revista Neue Literatur.
- Din 1978 este membră a Uniunii Scriitorilor din România.
- Din 1992 până în 2008 a lucrat în diplomație, ca atașat cultural și secretar I la Viena (1992-1995), la Direcția Cultură din Ministerul Afacerilor Externe în 1996, ca ambasador la Copenhaga și Reykjavík (1997-2001), ca ministru plenipotențiar la Atena (2002-2006).
- Din anul 2003 a fost profesor asociat la Școala Națională de Studii Politice și Administrative SNSPA din București, \cercetătoare/colaboratoare la Centrul de Excelență „Paul Celan” al Universității din București. Din 2011  este  profesor asociat la masteratul "Spațiul islamic: societăți, culturi, mentalități" al Universității din București [5] și la masteratul de studii culturale CPCEI al Universității București.

### Alte amănunte
Grete Tartler  a fost căsătorită cu scriitorul Stelian Tăbăraș, cu care are o fiică, Ana-Stanca Tabarasi-Hoffmann.

## Opera
Susține din 1982 până în prezent rubrica de comentare a traducerilor în  România Literară. A avut o rubrică săptămânală în revista Luceafărul.

### Opera originală
- A publicat 10 volume de poezie în limba română, printre care:
- Apa vie, Eminescu, București 1970
- Chorale, București, Cartea Românească, 1974
- Hore, București, Cartea Românească, 1977
- Astronomia ierbii, București, Cartea Românească, 1981
- Achene zburătoare, Cartea Românească 1992. Premiul Academiei Române.
- Materia signata,București, Cartea Românească, 1992, 2004.
- Cuneiforme (95 de poeme scrise între 1970–1995), Timișoara, Ed. Helicon, 1997
- Roșiile portocalii când sunt verzi sunt galbene, Ed. Albatros, 1997
- Cuvinte salvate,  ed. Omonia 2018.
- Versuri si uscate,  ed. Junimea, 2019

De asemenea, publică și poezie în limba germană.
- 9 volume eseuri și studii:
  - „Melopoetica”, Eminescu, 1984
  - „Proba Orientului”, Eminescu, 1991
  - „Europa națiunilor, Europa rațiunilor”, Cartea Românească, 2001
  - „Înțelepciunea arabă (Secolele V-XIV)”,  ediția I, Univers 1985; ediția II,  Polirom, 2002; reeditare  revăzută și adăugită, ediția III, Polirom 2014.
  - „Identitate europeană”, Cartea Românească, 2006
  - „Înțeleptul singuratec”, Humanitas, 2006
  - „Islam, repere culturale. Proba Orientului”, Paralela 45, 2012  http://www.edituraparalela45.ro/colectie.php?idcolectie=48 Arhivat în 16 noiembrie 2012, la Wayback Machine.
  - „Înțelepciunea arabă de la preislam la hispano-arabi”, Polirom 2014
  - „Umor și satiră în literatura arabă clasică: al-Gahiz, al-Hamadani, al-Hariri,  Polirom 2017[9]

- 7 volume de literatura pentru copii, dintre care cele mai recente:
  - „Râsul ocrotit de lege”, Cartea Românească, București, 2000.
  - „Gulii verzi în Țara Pisicilor”", Editura Paralela 45, București, 2009.
  - Lucruri de ținut minte și alte poezii/ Things to remember and other poems, ed. și trad./ Cartea Românească, București, 2018
  - Antologie din Târgul de animale mici, 1985, Școala de Muzică, 1986, Zebra și algebra, 1988, Intîmplări în dicționar, 1991, toate apărute la editura Creangă, București, cuprinsă în antologia de autor Versuri și uscate, ed. Junimea, Iași, 2019.

### Volume colective
- Motanul invizibil, împreună cu Stelian Tăbăraș, editura Paralela 45, 2009
- Ce poți face cu două cuvinte, coord. de Liviu Papadima, Ed. Art, 2012
- Intelectuali la cratiță, coord. de Ioana Pârvulescu, ed. Humanitas 2014
- Poezie și știință, Poetry and Science, ediție bilingvă română-engleză, împreună cu scriitorul britanic Peter Forbes, ed. Vremea 2016http://www.edituravremea.ro/poezie---i---tiin----.-o-antologie-de-autori-contemporani-din-rom--nia-/-poetry-and-science.-an-anthology-of-contemporary-authors-from-romania%5Bnefuncțională%5D

### Traduceri
Traduceri în limba română: 
- din germană:
  - Goethe, „Teatru”, București, Univers, 1987);
  - „Poezie germană contemporană”, Antologie, Cluj, Dacia, 1991.
  - Poezie de limba germană contemporană (Antologie de lirică scrisă în limba germană în perioada 1970-1990), Editura Dacia, Cluj 1992
  - Patrick Süskind, „Parfumul” ( 5 ediții, cea mai recentă ediție, Humanitas 2006)
  - Dito și Idem (Carmen Sylva și Mite Kremnitz), Astra. Roman epistolar. Traducere, prefață și note. București, Humanitas 2011, ISBN 978-973-50-3351-4.
- din araba clasică
  - „Cele șapte mu’allaqat”, Bucuresti, Univers, 1978.
  - Al-Ğahiz, „Tratatul despre zgârciți”, Bucuresti, Univers, 1985. Reeditat împreună cu al-Hamadhani si al-Hariri în antologia ”Umor și satiră în literatura arabă clasică”, Polirom 2017   http://www.polirom.ro/web/polirom/carti/-/carte/6348 Arhivat în 17 aprilie 2017, la Wayback Machine.
  - Al-Hamadhani/Al-Hariri, Șezători arabe (30 de maqamat), antologare, traducere, studiu introductiv, note și comentarii, Univers, 1981.
  - Ibn Tufayl, "Hayy ibn Yaqzan", Ibn Sina,"Hayy ibn Yaqzan", Al-Farabi, "Al-Madina al-fadila (Cetatea virtuoasă" în Grete Tartler, Înteleptul singuratic. (al-Farabi, Ibn Sina, Ibn Bagga, Ibn Tufayl),]  Univers 1985, Humanitas 2006. ISBN (10)973-50-1425-4; ISBN (13) 978-973-50-1425-4.
  - Ibn Hazm-al-Andalusi, "Tawq al-hamama (Colierul porumbitei)", traducere din arabă, studiu introductiv, note si comentarii, indice xplicativ, Bucuresti, Humanitas 2012. ISBN 978-973-50-3470-2.
  - Al-Farabi, "Sentențiile omului de stat” , al-Zamahsari, ”Cartea colierelor de aur”,  Ibn Sina ”Rezumat de interpretare a viselor”,  Ibn Sina, ”Epistola păsării” și ”Epistola despre natura rugăciunii”, al-Ghazali, ”Despre noblețea intelectului” (din ”Reînvierea științelor religiei”), al-Ma'rri, ”Epistola Iertării”, Ibn Hazm al-Andalusi, ”Caracterele și purtările în lecuirea sufletelor” și alte opere de filozofie clasică arabă  în  Grete Tartler, „Înțelepciunea arabă de la preislam la hispano-arabi”,  Polirom 2014.
  - Umor și satiră în literatura arabă clasică. al-Ğāḥiẓ, al-Hamaḏānī, al-Ḥarīrī. Antologie, traducere din araba clasică, introducere, note și comentarii editura Polirom, 2017

- din daneză
  - H. Chr. Andersen, „Bazarul unui poet. Memorii de călătorie în Grecia, Orient și țările dunărene, (1842)”, Editura Univers, 2000
  - Peter Høeg, „Fata tăcută”, roman,  Editura Univers, 2012  http://www.edituraunivers.ro/Products/210-fata-tcut.aspx%5Bnefuncțională%5D
  - Peter Høeg, „Copiii paznicilor de elefanți”,  traducere, prefață și note de Grete Tartler, Editura Univers 2014                               [10]

- - H.C. Andersen Bazarul unui poet. Memorii de călătorie. Ediție integrală. Traducere împreună  cu Ana-Stanca Tabarasi-Hoffmann. Humanitas 2021

- din și în engleză
  - Lyman Frank Baum, Vrăjitorul din Oz, editura Arthur, 2014
  - Poezie și știință-Poetry and Science, editura Vremea, 2016, împreună cu Peter Forbes

- din mai multe limbi (greacă veche și neogreacă, latină, italiană, spaniolă, engleză, franceză, germană)
  - Antologia multilingvă de traduceri de poezie Cele mai frumoase poeme de dragoste, Humanitas Educațional, 2007[11][12]
  - Kostas Karyotakis, Poeme și proze, editura Omonia 2018, împreună cu Elena Lazăr.

### Alte lucrări
A publicat studii de orientalistică și muzicologie:
Grete Tartler Tabarasi: "Religion and Education in Two Utopian Spaces: From al-Farabi's Islamic Ideal City to Johann Valentin Andreae's Christianopolis".In: Ayșe Lahur Kırtunç / Murat Erdem / Attila Silkü / Katherine G. Fry (eds): Culture and Space. Proceedings of the Fifteenth International Cultural Studies Symposium, May 2015, Ege University, Turkey. Izmir: Ege University, 2016, pp.117-124. ISBN: 9786053381709
- On Migration, hiğra, in al-Fārābī’s Moral Philosophy, in Romano-Arabica nr. 15, 2014  http://araba.lls.unibuc.ro/?page_id=4620
- Ibn Sina, Psychology of religion in the Epistles on Prayer, Romano-Arabica nr. 13, http://araba.lls.unibuc.ro/wp-content/uploads/2013/06/RA-26-iunie-GATA.pdf http://araba.lls.unibuc.ro/wp-content/uploads/2013/06/RA-26-iunie-GATA.pdf
- Ibn Sina, „Epistola despre natura rugaciunii”, prezentare, traducere și note de Grete Tartler, în Viața Românească 3-4, 2013 http://www.viataromaneasca.eu/
- "On sounds and silence in Ibn Sina's Masa'il al/mashriqiyya", in Romano-Arabica 12, 2012, pp. 261–268,  http://araba.lls.unibuc.ro/wp-content/uploads/2012/11/Romano-Arabica-12.pdf
- Ibn Sina (Avicenna), „Epistola păsării”, prezentare, traducere și note de Grete Tartler, în România Literară nr. 35, 2012 Ibn Sina (Avicenna) „Epistola păsării” (online) Arhivat în 27 octombrie 2012, la Wayback Machine.
- „Viața lui Ibn Sina (Avicenna”, prezentare, traducere, note de Grete Tartler, in Viața Românească 7/8, 2012[13]
- „Orientul lui Goethe. Goethes Orient”, „Rumänisches Goethe-Jahrbuch”, Bd. 1/2011 , pp. 133–147.
- „Youth, the Horse of Ignorance”: „Interpretation of a Poem by Abu Nuwas”, în „A Festschrift for Nadia Anghelescu”, ed. Andrei A. Avram, Anca Focșeneanu, George Grigore, Editura Universității  București  2011, pp. 519–527
- „Aici începe Europa”. In: Vasile Boari, Stefan Borbely, Radu Murea (eds):  „Identitatea românească în Context European”, Risoprint, Cluj-Napoca, 2009, pp. 12–24.
- De la poezia arabă clasică la trubaduri și la „primii noștri poeți”, „Orient, 1990, no. 1, p. 9-13.
- „Motive” din poezia arabă clasică în lirica trubadurescă („Topics” from the Classical Arabic Poetryin the Troubadours' Poems), „RITL”, 34 (1986), no.1, p. 58-61.
- Poezia arabă clasică, lirica trubadurescă și a minnesangului (Classical Arabic Poetry, Troubadours' Poems and Minnesang), „RITL”, 32 (1984), no. 4, p. 52-56.
- Proba Orientului, București, Ed. Eminescu, 1991.
- Suggestions for an Oriental Aesthetics of Codification in Anton Pann's Work, „SAO”,
- Un predecesor al lui Dante, „Luceafărul”, 23 (1980), no. 50, p. 8.
- Versuch einer Interpretation der Qasida von Imru-l Qais (O încercare de interpretare a quasidei lui Imru-l Qais), „RA”,1974, I, p. 69-76.[14]

## Premii și decorații
Premii literare
- Premiul Eminescu Opera Omnia 2025
- Premiul  Uniunii Scriitorilor (1978, 1985, 1999)
- Premiul Academiei Române (1982)
- Premiul Asociației Scriitorilor din România (1982)
- Premiul târgului de carte Gaudeamus (2016)
- Premiul de Stat (Grecia) pentru traducere (2020)[15]

Decorații
- Ordinul național Pentru Merit în grad de Mare Ofițer[16] decernat de Președintele României Emil Constantinescu la 1 decembrie 2000 doamnei Margareta Tăbărași „pentru servicii deosebite aduse în politica externă a țării”.